# Jämtland
Jämtland is een landschap in de regio Norrland in Zweden. Jämtland grenst in het westen aan Noorwegen, in het noordoosten aan het Zweedse landschap Lapland, in het oosten aan Ångermanland en in het zuiden aan Härjedalen en Medelpad. Jämtland is het op een na grootste landschap van Zweden. Het is sinds 1634 onderdeel van de gelijknamige provincie Jämtlands län. Het is een bosrijk gebied, met vele meren en riviertjes.
Een groot deel van Jämtland hoorde samen met het aangrenzende Härjedalen tot 1645 bij Noorwegen. Het dialect dat in Jämtland wordt gesproken staat in veel opzichten nog steeds dichter bij het Noors dan bij het Zweeds.

## Plaatsen
- Åre
- Bräcke
- Hammarstrand
- Järpen
- Krokom
- Östersund
- Strömsund
- Svenstavik
- Lofsdalen

## Meren
- Kallsjön
- Storsjön
- Ströms Vattudal

## Rivieren
- Indalsälven
- Ljungan

## Natuur- en berggebieden
- Sylan
- Vålådalen